# Saint-Maulvis
Saint-Maulvis è un comune francese di 263 abitanti situato nel dipartimento della Somme nella regione dell'Alta Francia.

## Società

### Evoluzione demografica
Abitanti censiti